# Iglesia de la Asunción de Nuestra Señora (Mendiola)
La iglesia de la Asunción de Nuestra Señora es un templo situado en el concejo de Mendiola, en el municipio español de Vitoria.

## Descripción

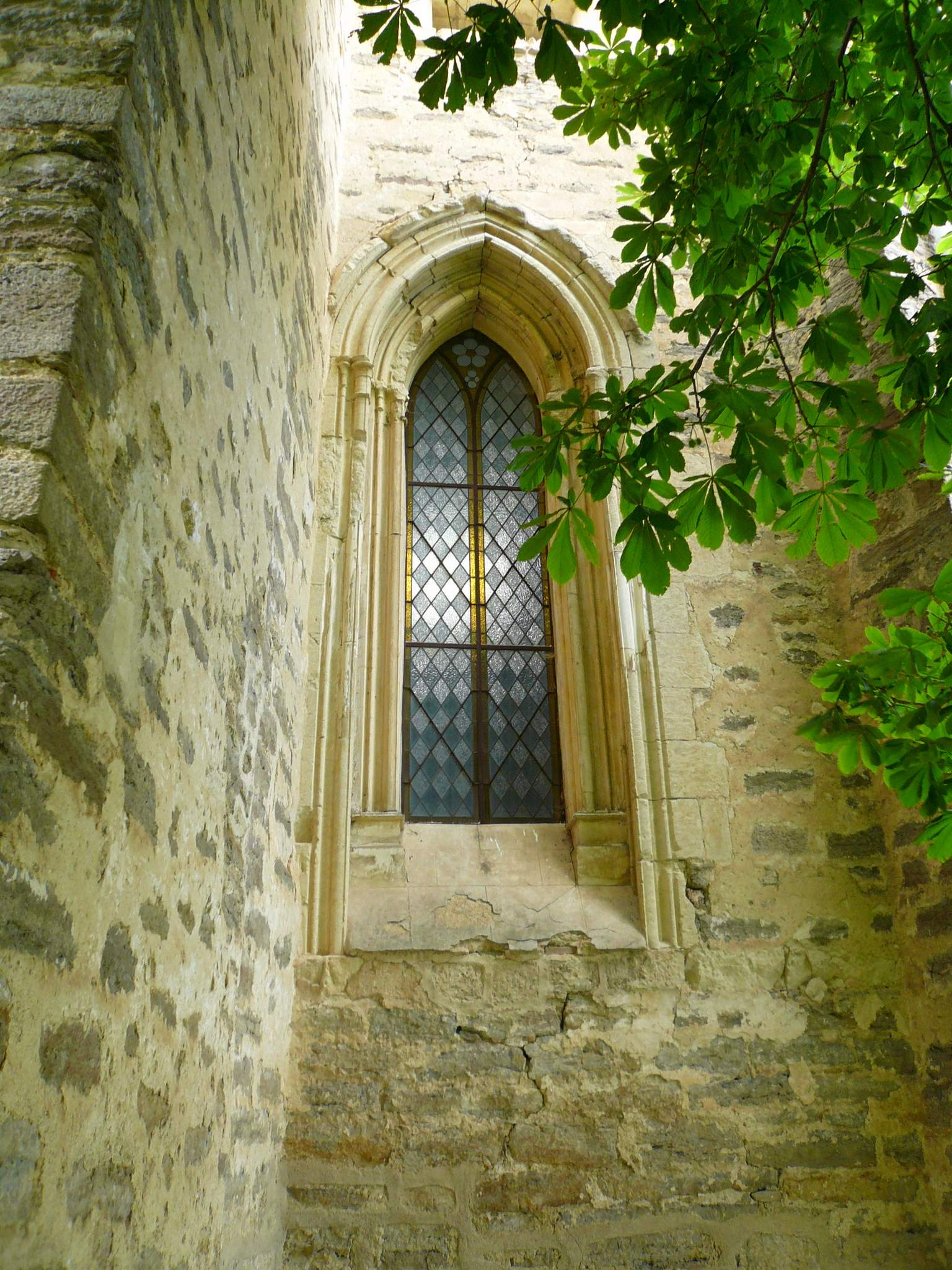
Detalle de la iglesia

El edificio se encuentra en el concejo alavés de Mendiola, en la comunidad autónoma del País Vasco. Construido en el siglo XVI, está protegido bajo la categoría de «zona de presunción arqueológica». Se menciona como iglesia parroquial del lugar en el Diccionario geográfico-estadístico-histórico de España y sus posesiones de Ultramar de Pascual Madoz, donde se dice que a mediados del siglo XIX estaba «servida por 2 beneficiados perpétuos, de patronato del cabildo, con títulos de curas». Décadas después, ya en el siglo XX, Vicente Vera y López vuelve a reseñarla en el tomo de la Geografía general del País Vasco-Navarro dedicado a Álava, en el que la señala como parroquia «rural de primera clase» y perteneciente al arciprestazgo de Armentia.
Los registros sacramentales de bautismos, matrimonios y decesos generados por la parroquia de la Asunción de Nuestra Señora desde el siglo XV hasta el final del XIX se conservan con los del resto de iglesias de la provincia en el Archivo Histórico Diocesano de Vitoria, donde pueden consultarse.